# Castelo de Carlisle

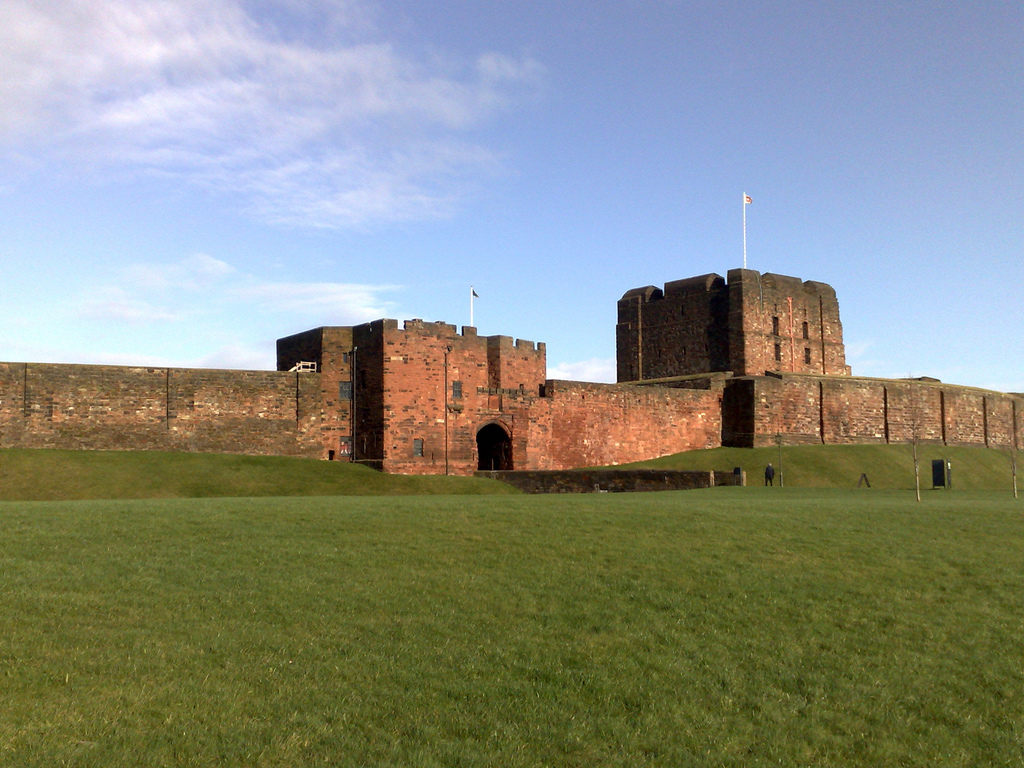
O castelo de Carlisle.

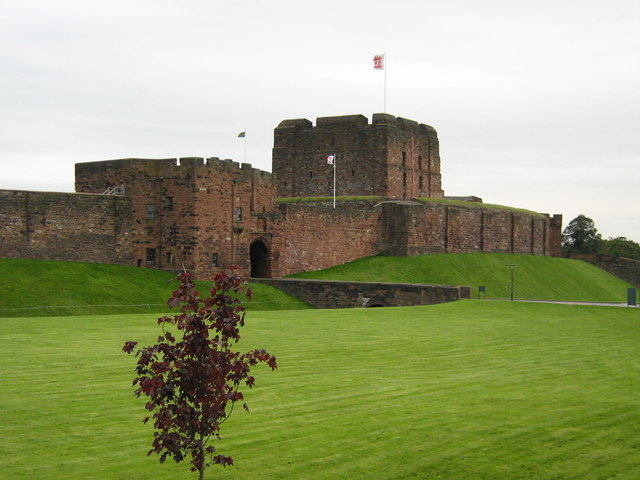
Vista do castelo.

O Castelo de Carlisle é uma fortificação construída no reinado de Guilherme II da Inglaterra. Está situado na cidade de Carlisle, no interior de Cúmbria, próxima a muralha de Adriano. O castelo tem mais de 900 anos e foi palco de vários acontecimentos notáveis na história britânica, tendo testemunhado batalhas na guerra civil inglesa e nos levantes jacobitas. Dada a proximidade de Carlisle a fronteira entre a Inglaterra e a Escócia, tinha uma posição estratégica em questões militares. Atualmente o castelo é controlado pela organização governamental English Heritage e é aberto a visitação do público. Dois regimentos do exército britânico também tem sede no local.